# Blinkenlights (Jargon)
Das Blinkenlights (auch blinkenlichten)  ist ein Kunstwort aus einem Warnschilder verulkenden Text in einer Schreibweise, die das Deutsche und Englische, teilweise auch das Niederländische persifliert. Der Ursprung des Ausdrucks konnte bis in das Jahr 1955 in Rechenzentren der Firma IBM zurückverfolgt werden. Das Wort bezieht sich dabei auf die Warnleuchten einer Maschinenkonsole. Im Lauf der 1960er und 1970er Jahre verbreiteten sich solche Texte weltweit und tauchten auch in Deutschland in veränderter Form auf.
Populär wurde die Persiflage deutscher Sprache im Jahr 1940 durch Charlie Chaplins Film Der große Diktator, in welchem er Adolf Hitler und seine Art, politische Reden zu halten, mit Grammelot parodiert. Texte wie in den Beispielen entstanden während des Zweiten Weltkriegs und danach unter den Alliierten als Persiflage auf die Deutschen.

## Textbeispiel
| Achtung Alles Lookenskepers! Das computermachine ist nicht fuer gefingerpoken und mittengrabben. Ist easy schnappen der springenwerk, blowenfusen und poppencorken mit spitzensparken. Ist nicht fuer gewerken bei das dumpkopfen. Das rubbernecken sichtseeren keepen das cotten-pickenen hans in das pockets muss; relaxen und watchen das blinkenlichten. |

Eine abgeänderte Form aus Deutschland, in der der Ausdruck Blinkenlights vorkommt:
| ATTENTION This room is fullfilled mit special electronische equippment. Fingergrabbing and pressing the cnoeppkes from the computers is allowed for die experts only! So all the “lefthanders” stay away and do not disturben the brainstorming von here working intelligencies. Otherwise you will be out thrown and kicked anderswhere! Also: please keep still and only watchen astaunished the blinkenlights. |